# Румпельное отделение
Ру́мпельное отделе́ние — служебное помещение на судне, предназначенное для установки рулевой машины.

## Описание
Само отделение располагают на корме (ахтерпике) судна. Суда, оборудованные носовым рулём, например, некоторые паромы, имеют и носовое румпельное отделение в форпике. Количество рулевых машин может быть от одной до четырёх, в соответствии количеству рулей. Также в этом помещении располагают все обслуживающие рулевые машины, механизмы и местный (аварийный) пост управления.
В случае применения винторулевых колонок или Azipod румпельное отделение является частью машинного отделения или помещения гребных электродвигателей.
В соответствии с правилами технической эксплуатации рулевого устройства «румпельное отделение должно быть освещено днем и ночью; иметь аварийное освещение; при наличии паровой или гидравлической рулевой машины отапливаться. Румпельное отделение должно быть постоянно заперто».